# Mocksville
Mocksville è un comune degli Stati Uniti d'America, situato in Carolina del Nord, nella contea di Davie, della quale è il capoluogo.